# معتمدية منزل تميم
معتمدية منزل تميم إحدى معتمديات الجمهورية التونسية، تابعة لولاية نابل.
تابعة إداريا لولاية نابل أو شبه جزيرة الرأس الطيب الذي يكون المضيق بين تونس وإيطاليا وقليبية هي اقرب مدينة تونسية لإيطاليا فلا تفصلها عن جزيرة صقلية الا 60 كم في حين انها تبعد عن العاصمة التونسية 200 كم من جهة الشمال الشرقي وفي عرض سواحل قليبية يمكنك مشاهدة جزيرتا زمبرة وزمبرتا التونسيتين تقع مدينة قليبية في الشمال الشرقي للبلاد التونسية وتحديدا في أقصى نقطة من سواحل شبه جزيرة الرأس الطيب ويمسح فضاؤها البلدي 1100 هكتارا على طول كيلومترين من السواحل الشرقية والجنوبية. يقـطنها 42.309 ساكن سنة 2004 حسب التعداد الفارط للمعهد الوطني للإحصاء 2004، نسبة النمو 2.7 سنويا. ويستقيـم برجها-الذي يتوج هضبة صخرية شاهدا على حضارات مختلفة تعاقبت منذ الفينيقيين على المدينة كانت تـسمى ب 'كلوبيا' وتعتبر من أهم المدن المنخرطة في الخط الشرقي لشبه جزيرة الرأس الطيب. وذلك منذ العهد الروماني وكانت في حراسة اكيلاريا (الهوارية) وكيريبيس (قربة) ونيابوليس (نابل). وفي عهد الأغالبة (القرن التاسع) كانت توصف بأنها تتدحرج تصاعديا على العتبة الشمالية الغربية لهضبة البرج التي تحميها من جهة البحر. وبني لها سورا يحميها من ناحية السهول ولم تستقر في موضعها الحالي إلا في القرن 11 م لتحقق لذاتها مزيدا من الأمن وقد تحصنت بسور ذو بابين من الشمال والجنوب لكن الإسبان حطموه في القرن السادس عشر. ويبدو أن المدينة اليوم حنت إلى موقعها القديم فبدت تترامى بذكرياتها الماضية نحو البحر. ونهلت مدينة قليبية من هذه الحضارات عادات فلاحية وعمرانية ما زالت عالقة على أوتار الذاكرة إلى يومنا هذا. بنيت هذه القلعة فوق شناخ صخري ويشرف على عرض البحر من الجانب الشماليّ الشرقي للوطن القبليّ. تشتمل هذه القلعة في أقدم أجزائها على مكونات رومانية، لكنّ الأغلب على الظن أنّ الجزء الأكبر منها شيّده البيزنطيون في القرن السادس تقريبا، ثمّ أدخلت عليه فيما بعد عدّة تغييرات وتحسينات. يبدو المبنى ضخما عريضا، يحيط به سور منيع تدعمه أبراج مربّعة. أمّا مدخله فهو محميّ بحصن أماميّ ويفضي رصيف مائل، يمرّ تحت بهو محصّن، إلى داخل المبنى الذي تحيط به فضاءات يرجع تاريخها إلى فترات مختلفة، منها معبد بيزنطيّ صغير ذو أجنحة ثلاثة، تعرض فيها عدّة وثائق وبيانات حول القلعة، وكذلك بقايا معسكرات ومصلّى وأحواض يعود تاريخها إلى العهد العثماني. وفي الزاوية الجنوبية للحصن الشرقي تنتصب المنارة ومنها يشرف الزائر على مشهد بديع، من الشاطئ إلى جزيرة بنطلاريّة الإيطالية (قوصرة قديما)، في عرض البحر. ومن درب العسس تشاهد من عل مدينة قليبية والبادية المحيطة بها.